# Martí Gasull i Roig
Martí Gasull i Roig (Barcelona,  2 april 1969 — Manaslu, Nepal, 23 september 2012) was een Catalaans filosoof en klassieke filoloog, professor aan de Universitat Autònoma de Barcelona en alpinist. Hij is vooral bekend als stichtend lid van het Plataforma per la Llengua, in 1993, een catalanistische vereniging ter bescherming en ter bevordering van de Catalaanse taal. Zijn werkkracht en idealisme in een streven om mensen met verschillende culturele achtergrond en herkomst te motiveren, en dit op een eigentijdse wijze wordt algemeen erkend. Hij studeerde aan de Universiteit Pompeu Fabra in Barcelona. Hij was geen man van grote woorden maar eerder van concrete, maatschappelijke actie in het dagelijkse leven, zoals bijvoorbeeld voor de nasynchronisatie in het Catalaans van films en televisieseries of voor het meertalige etiketteren van consumptieproducten. Hij ondersteunde onder meer met al zijn morele gewicht Èric Bertran, toen die als veertienjarige door de Spaanse antiterreurbrigade gearresteerd werd wegens een e-mailactie tegen eentalige supermarkten.
Postuum kreeg hij de Gouden Medaille voor Culturele Verdienste van de stad Barcelona en het Creu de Sant Jordi van de Catalaanse regering.
Op sportief vlak was hij actief lid van de Unió Excursionista de Catalunya, een federatie van verenigingen die wandel- en trektochten organiseren in binnen- en buitenland. Hij was ook een begenadigd alpinist, een sport die hem uiteindelijk fataal geworden is toen hij op 23 september 2012 bij een beklimming van de Manaslu door een lawine verrast werd en dientengevolge op drieënveertigjarige leeftijd overleed.

## Legaat
Ter herinnering aan het werk van Gasull heeft het Plataforma per la Llengua in 2013 de Ereprijs Martí Gasull gecreëerd, die vanaf 2014 elk jaar aan een persoon of organisatie die zich op bijzondere wijze verdienstelijk heeft gemaakt voor de normalisering van het Catalaans in het openbare leven. De winnaar krijgt een geldsom van 3000 euro en een ereteken, ontworpen door de juwelier Joaquim Capdevila.